# Daniel Elahi Galán
	Daniel Elahi Galán Riveros (* 18. června 1996 Bucaramanga) je kolumbijský profesionální tenista. Ve své dosavadní kariéře na okruhu ATP Tour nevyhrál žádný turnaj. Na challengerech ATP a okruhu ITF získal osm titulů ve dvouhře a dva ve čtyřhře.
Na žebříčku ATP byl ve dvouhře nejvýše klasifikován v červenci 2023 na 56. místě a ve čtyřhře v únoru 2018 na 305. místě. Trénuje ho otec Santos Galán. Také sestra Rocio i bratři Sat a Xando Galánovi se stali profesionálními tenisty.
V kolumbijském daviscupovém týmu debutoval v roce 2018 úvodním kolem I. skupiny americké zóny proti Barbadosu, v němž vyhrál úvodní dvouhru proti Haydnu Lewisovi. Kolumbijci zvítězili 4:0 na zápasy. Ve finálových turnajích 2019 a 2021 plnil roli jedničky družstva. Do září 2022 v soutěži nastoupil k devíti mezistátním utkáním s bilancí 7–4 ve dvouhře a 0–0 ve čtyřhře.
Kolumbii reprezentoval na odložených Letních olympijských hrách 2020 v Tokiu, kde zasáhl do mužské dvouhry. Ve druhém kole jej vyřadil čtvrtý nasazený a pozdější vítěz Alexander Zverev.

## Tenisová kariéra
V rámci událostí okruhu ITF debutoval v srpnu 2012 na turnaji v Bogotě dotovaném 15 tisíci dolary. V úvodním kole podlehl Američanu Christopheru Raczovi. První soutěž v této úrovni vyhrál během června 2015 v mexickém Manzanillu, na turnaji s rozpočtem 15 tisíc dolarů. Ve finále zdolal krajana Felipeho Mantillu ze sedmé světové stovky.
Na okruhu ATP Tour debutoval jako 19letý bogotským Claro Open Colombia 2015 po obdržení divoké karty. Na úvod dvouhry přehrál Španěla Pera Ribu. Poté jej vyřadil nejvýše nasazený Ivo Karlović, figurující na dvacáté třetí příčce žebříčku, přestože získal úvodní sadu. První čtvrtfinále i semifinále si zahrál na houstonském U.S. Men's Clay Court Championships 2019, když do těchto fází postoupil až z kvalifikace. Ve druhém kole jej nezastavila ani turnajová jednička a dvojnásobný obhájce titulu Steve Johnson. V semifinále pak nestačil na Nora Caspera Ruuda z konce elitní stovky. Do série Masters premiérově zasáhl na Miami Open 2020, kde zdolal světovou třiadvacítku Alexe de Minaura. V dalším duelu mu stopku vystavil Ital Lorenzo Sonego.
Po šňůře sedmi kvalifikačních proher si hlavní soutěž grandslamové kategorie poprvé zahrál v mužském singlu Australian Open 2020. V Melbourne Parku prošel nástrahami tříkolového kvalifikačního síta. Na úvod melbournského singla jej však v pětisetové bitvě vyřadil další kvalifikant Alejandro Tabilo z počátku třetí světové stovky. Na French Open 2020 již postoupil do třetího kola po výhrách nad Cameronem Norriem v pěti setech a členem první padesátky Tennysem Sandgrenem. Poté však získal jen pět gamů na světovou jedničku Novaka Djokoviće. Do Wimbledonu 2021 vstoupil výhrou nad Argentincem Federicem Coriou, než jeho účast v All England Clubu ukončil Lorenzo Sonego, jemuž patřila dvacátá sedmá příčka klasifikace.

## Tituly na challengerech ATP a okruhu ITF
| Legenda                |
| ---------------------- |
| Challengery (4 D; 1 Č) |
| ITF (4 D; 1 Č)         |

### Dvouhra (8 titulů)
| Č. | datum          | turnaj                           | povrch | poražený finalista         | výsledek           |
| -- | -------------- | -------------------------------- | ------ | -------------------------- | ------------------ |
| 1. | června 2015    | Manzanillo, Nexiko               | tvrdý  | Felipe Mantilla            | 6–3, 7–6(7–4)      |
| 2. | října 2015     | Bogotá, Kolumbie                 | antuka | Cristian Rodríguez         | 6–3, 3–2skreč      |
| 3. | července 2017  | Valledupar, Kolumbie             | tvrdý  | Christopher Díaz Figueroa  | 6–3, 7–5           |
| 4. | prosince 2017  | Lima, Peru                       | antuka | Nicolás Álvarez            | 7–5, 6–3           |
| 1. | července 2018  | San Benedetto del Tronto, Itálie | antuka | Sergio Gutiérrez Ferrol    | 6–2, 3–6, 6–2      |
| 2. | listopadu 2020 | Lima, Peru                       | antuka | Thiago Agustin Tirante     | 6–1, 3–6, 6–3      |
| 3. | leden 2022     | Concepción, Chile                | antuka | Santiago Rodríguez Taverna | 6–1, 3–6, 6–3      |
| 4. | duben 2022     | Sarasota, Spojené státy          | antuka | Steve Johnson              | 7–6(9–7), 4–6, 6–1 |

### Čtyřhra (2 tituly)
| Č. | datum         | turnaj            | povrch | spoluhráč        | poražení finalisté                    | výsledek         |
| -- | ------------- | ----------------- | ------ | ---------------- | ------------------------------------- | ---------------- |
| 1. | srpen 2017    | Pereira, Kolumbie | antuka | José Olivares    | Christopher Díaz Figueroa Luis Patiño | 6–2, 6–3         |
| 2. | prosinec 2017 | Lima, Peru        | antuka | João Pedro Sorgi | Boris Arias Federico Zeballos         | 4–6, 6–4, [10–3] |